# Craigengar
Der Craigengar ist ein Hügel in den Pentland Hills. Die 519 m hohe Erhebung liegt in deren Zentrum im südlichen Teil der rund 25 km langen Hügelkette. Über die Kuppe verläuft die Grenze zwischen den schottischen Council Areas Scottish Borders und West Lothian.
Die nächstgelegene Ortschaft ist das rund sechs Kilometer westlich gelegene Tarbrax. West Linton ist sieben Kilometer südöstlich vor der Ostflanke der Pentland Hills gelegen. Zu den umgebenden Hügeln zählen der Mealowther im Nordwesten, der Colzium Hill im Norden, der Byrehope Mount im Osten, der Catstone Hill im Süden sowie der Millstone Rig im Südwesten.

## Umgebung
An den Flanken des Craigengar entspringen mehrere Bäche. Ein von der Ostflanke abfließender Bach zählt zu den Zuflüssen des 1969 eingerichteten West Water Reservoirs, welches der regionalen Wasserversorgung dient. Von der Südflanke fließt ein Bach ab, der in das Medwin Water mündet, das zunächst die Grenze zwischen West Lothian und South Lanarkshire, dann zwischen South Lanarkshire und den Scottish Borders markiert, bevor es sich zum South Medwin erweitert. An der Nordostflanke entspringt der Crosswood Burn, der an der Westflanke der Pentland Hills zum Crosswood Reservoir aufgestaut wird. Der Stausee dient der Wasserversorgung der Regionen West Lothian und Edinburgh.

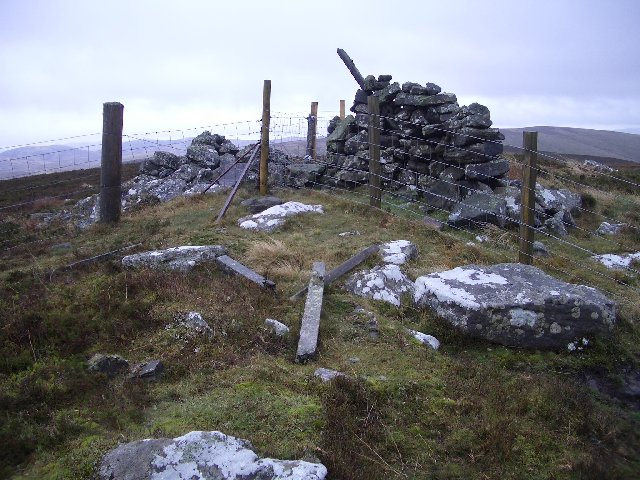
Cairn auf der Kuppe
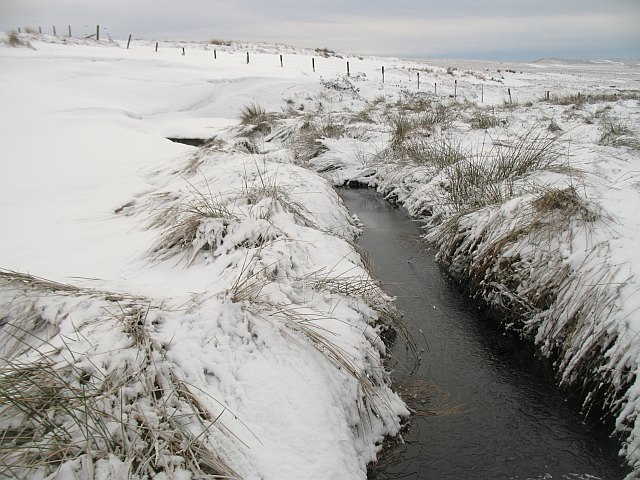
Crosswood Burn